# Власенко, Юрий Евгеньевич
Ю́рий Евге́ньевич Власенко (25 июля 1962, Лейпциг — 3 апреля 2012, Москва) — российский трубач и педагог, солист Государственного академического симфонического оркестра России имени Е. Ф. Светланова и Московского академического симфонического оркестра под управлением Павла Когана, доцент Московской Государственной консерватории им. П. И. Чайковского, преподаватель Государственного училища духового искусства, Заслуженный артист Российской Федерации (2000).

## Биография
Родился в городе Лейпциге. В 1983 году Юрий Власенко окончил Черкасское музыкальное училище. В 1988 году окончил Московскую государственную консерваторию имени П. И. Чайковского (класс профессора Ю. А. Усова).
С 1999 года — преподаватель Московской консерватории, с 2007 года — доцент кафедры медных духовых инструментов по классу трубы. Среди учеников Юрия Власенко — лауреаты Всероссийских и международных конкурсов, солисты ведущих коллективов России и мира (Российский национальный оркестр, Большой симфонический оркестр им. П. И. Чайковского, Московский Государственный академический симфонический оркестр п/у Павла Когана, оркестр Государственного академического Большого театра, оркестр Камерного музыкального театра им. Б. А. Покровского, оркестр Государственного академического театра «Московская оперетта», Концертный симфонический оркестр при МГК им. П. И. Чайковского).
В 1984 году Юрий Власенко стал дипломантом Международного конкурса брасс-квинтетов в городе Барч (Венгрия). В 1988 году удостоен II премии Всесоюзного конкурса исполнителей на медных духовых и ударных инструментах в Минске.
Скончался на 50-м году жизни в Москве 3 апреля 2012 года.

## Память
8 сентября 2012 года в Малом зале Московской государственной консерватории им. П. И. Чайковского состоялся концерт памяти Юрия Власенко, в котором приняли участие студенты, аспиранты и выпускники класса Юрия Евгеньевича, а также его друзья и коллеги. Во время концерта звучали записи маэстро, сделанные на концертах Юрия Власенко в составе МГАСО п/у Павла Когана в Большом зале консерватории.

## Награды и звания
- Заслуженный артист Российской Федерации (12 апреля 2000).